# Johannes Brenning
Johannes Brenning, född 12 december 1983 i Stockholm, är en svensk komiker. År 2018 grundade Brenning och Jonathan Rollins den ambulerande ståuppklubben The Laugh House i Stockholm.
Johannes medverkar och har delvis skrivit manus för Youtube-serien The pine and the elk.